# Poconchile
Poconchile (aimara: puquñ chili, 'tipo de patizal') é uma localidade na comuna de Arica, Província de Arica, ao extremo norte da Região de Arica e Parinacota, no Chile.
É uma localidade de origem pré-incaico instalado no Vale de Lluta na ribeira sul do rio Lluta, bordeando os amplos cultivos de alfafa. Foi posta de descanso na rota ao altiplano andino e lugar de almacenamento nas faenas da ferrovia Arica-La Paz (Bolívia).

## Igreja de São Gerônimo
Tem um pátio cercado e un bonito coroamento. A suas espaldas, se encontra o cemitério do caserío. Aqui se fundou a primeira paróquia do Corregimento de Arica em 1605. A igreja é de adobe, do século XVII, com reconstrução e com dois campanários de madeira agregados posteriormente. Sua última restauração é do ano 2005. Foi declarado Monumento Nacional.

## Demografia
| Coordenadas                  | Localidade | Categoria | População (censo 2002) | População masculina | População feminina | Casas (censo 2002) |
| ---------------------------- | ---------- | --------- | ---------------------- | ------------------- | ------------------ | ------------------ |
| 18° 27′ 06″ S, 70° 04′ 01″ O | Poconchile | Casas     | 115                    | 62                  | 53                 | 47                 |

## Cultura
As atividades e eventos mais destacados:
- 19 de março: festa de San José.
- 30 de outubro: festa de São Gerónimo.